# Georg von Békésy
Georg von Békésy (Hongaars: Békésy György) (Boedapest, 3 juni 1899 – Honolulu, 13 juni 1972) was een Amerikaans biofysicus en Nobelprijswinnaar van Hongaarse afkomst. In 1961 kreeg hij de Nobelprijs voor Fysiologie of Geneeskunde voor zijn onderzoek naar de rol van het slakkenhuis in het oor van een zoogdier.
De beslissing om von Békésy de prijs toe te kennen, is tot op de dag van vandaag onderwerp van controverse, vooral doordat onderzoek uit de jaren na de uitreiking aantoonde dat zijn voornaamste conclusies fout waren.

## Levensloop
Békésy werd geboren als de zoon van Alexander von Békésy, een diplomaat, en diens vrouw Paula Mazaly. Hij ging naar school in Boedapest, Istanboel, München en Zürich. Hij studeerde scheikunde in Bern en ontving in 1926 zijn Ph.D. in de natuurkunde van de Loránd Eötvös-universiteit.
Tijdens de Tweede Wereldoorlog werkte Békésy voor de Hongaarse posterijen, alwaar hij onderzoek deed naar telecommunicatie. Daarnaast werkte hij als consultant in het centrale laboratorium van Siemens en Halske in Berlijn en was hij in dienst bij de universiteit van Boedapest, als docent (1932-34) en als hoogleraar (1939-46). Zijn werk bij de Hongaarse telefoondienst wekte zijn interesse in de werking van het oor. In 1946 verliet hij Hongarije om zich aan het Karolinska-instituut in Zweden bezig te gaan houden met onderzoek naar het oor.
Békésy ontwikkelde een methode om het binnenoor van een menselijk kadaver te ontleden zonder daarbij het slakkenhuis te beschadigen. Met strobefotografie en zilvervlokken als markeerder kon hij zien dat de basilaire membraan beweegt als een oppervlaktegolf indien het wordt gestimuleerd door geluid. Vanwege de structuur van het slakkenhuis en de basilaire membraan, zorgden verschillende geluidsfrequenties ervoor dat de maximale amplitude van de golven op verschillende plaatsen van het membraan plaatsvonden.
Békésy concludeerde dat zijn onderzoek aan kon tonen hoe verschillende geluidsfrequenties in het slakkenhuis worden verdeeld alvorens via een andere axon het oor te verlaten. Hij trok de conclusie dat elke haarcel in het slakkenhuis reageerde op een specifieke frequentie. Hij maakte later een mechanisch model van het slakkenhuis, wat deze conclusie bevestigde. Het model kon echter geen antwoord geven op de vraag wat voor functie deze frequentiedispersie had.
In 1947 verhuisde Békésy naar de Verenigde Staten, alwaar hij tot 1966 aan de Harvard-universiteit werkte. In 1966 werd hij professor aan de Universiteit van Hawaï. Békésy overleed in 1972 in Honolulu.